# Axel Morén (ämbetsman)
Axel Emanuel Morén, född den 21 juni 1913 i Östersund, död den 21 december 2004 i Lund, var en svensk ämbetsman.
Morén avlade studentexamen i Östersund 1932 och juris kandidatexamen vid Uppsala universitet 1937. Han genomförde tingstjänstgöring i Nora domsaga 1937–1940. Morén var  länsbokhållare i Örebro län 1941–1950, länsassessor i Stockholms län 1951–1956, landskamrerare i Örebro län 1956–1971 och länsråd där 1971–1978. Han hade sakkunniguppdrag i Finans- och Socialdepartementen. Morén var ordförande i  Mellankommunala skatterätten 1973–1978, i Riksbanken i Örebro 1968–1980, ledamot av länsskolnämnden 1958–1977, av försäkringskassan 1962–1976, och vice ordförande i Riksskatteverkets nämnd för rättsärenden 1970–1978. Han blev riddare av Nordstjärneorden 1958 och kommendör av samma orden 1962. Morén vilar på Ekeby kyrkogård i Närke.